# Langolen
Langolen (tiếng Breton: Langolen) là một xã của tỉnh Finistère, thuộc vùng Bretagne, miền tây bắc Pháp.

## Dân số
Người dân ở Langolen được gọi là Langolinois.